# Râul Senne
Senne (în neerlandeză Zenne) este un râu din Belgia din bazinul fluviului Escaut. Este râul care traversează orașul Bruxelles, acesta fiind fondat pe o insulă de pe acest râu. Partea care traversează orașul Bruxelles a vost canalizată în secolul al XIX-lea, iar ulterior cursul râului a fost deviat spre vest. 